# Sarota harveyi
Espèce
Sarota  harveyi est une espèce d'insectes lépidoptères (papillons) appartenant à la famille des Riodinidae et au genre Sarota.

## Taxonomie
Sarota harveyi a été décrit par Jason Piers Wilton Hall en 1998.

## Description
Sarota harveyi est un papillon au dessus de couleur noire dont les ailes postérieures portent quatre queues.
Le revers est très foncé, parsemé de marques bleu métallisé, à marge des ailes antérieures rouge cuivre et marge des ailes postérieures ocre.

## Écologie et distribution
Sarota harveyi est présent au Brésil et au Pérou.

### Protection
Pas de statut de protection particulier.